# リュドヴィク・ルー
リュドヴィク・ルー（Ludovic Roux、1979年4月4日 - ）はフランス、オート＝サヴォワ県・サランシュ出身の元ノルディック複合選手。

## プロフィール
1998年長野オリンピック代表に18歳で抜擢され、個人戦では31位、団体ではシルバン・ギョーム、ニコラ・バル、ファブリス・ギーとともに銅メダルを獲得した。
ソルトレークシティオリンピックでは個人グンダーセン26位、個人スプリント10位、団体6位だった。
3度目のオリンピックとなったトリノオリンピックでは個人グンダーセン26位、団体5位の成績を残した。
ノルディック複合・ワールドカップでは3位が1回、総合では1997/98シーズンに10位となったのが最高位である。
2009年6月にフィギュアスケートアイスダンス選手のイザベル・ドロベルと結婚。